# Olifantenparade

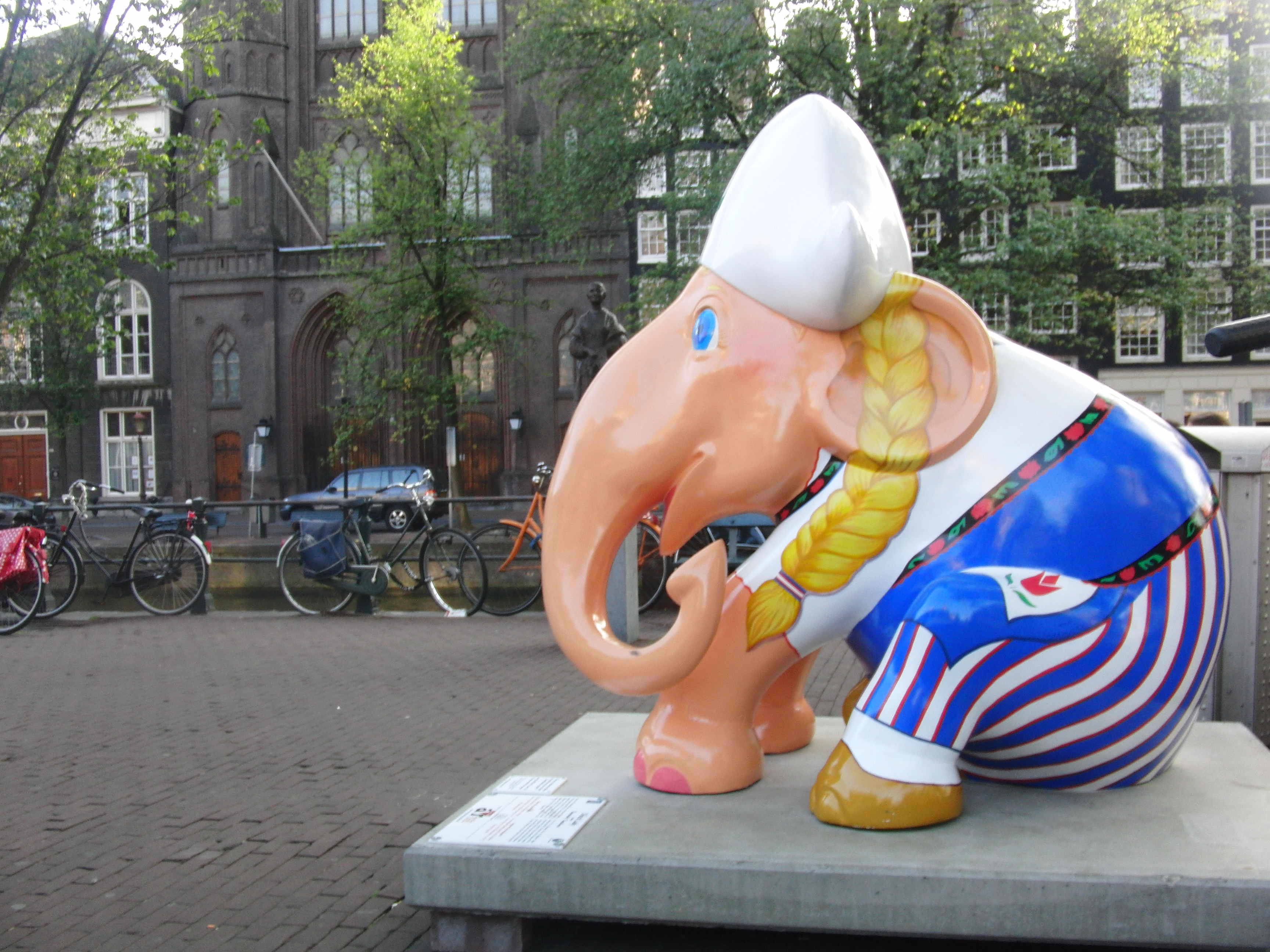
Elephant Parade Amsterdam (2009)

De Olifantenparade (Engels: Elephant Parade) is de grootste openluchttentoonstelling met als doel het redden van de met uitsterven bedreigde Aziatische olifant. Gedurende enkele maanden veroveren honderden bontgekleurde kunstolifanten de straten van de stad. Iedere olifant is een uniek kunstwerk, beschilderd door lokale en internationale artiesten. Na afloop van de tentoonstelling worden alle beelden geveild onder leiding van een professioneel veilinghuis zoals Christie's en Sotheby's. Een deel van alle inkomsten van Elephant Parade gaat naar The Asian Elephant Foundation, die zich inzet voor het behoud van de Aziatische olifant.

## Geschiedenis
De eerste editie van Elephant Parade was in Rotterdam in 2007. In 2008 volgde Antwerpen. Van 5 september tot en met 31 oktober 2009 bezocht Elephant Parade Amsterdam. In 2010 volgden Emmen en Londen. In 2011 was Elephant Parade in Heerlen, Kopenhagen, Milaan en Singapore. In 2012 was de parade in Hasselt (1 september — 1 november).
Aan Elephant Parade doen tal van kunstenaars mee. De olifanten worden beschilderd door bekendheden, al dan niet gerenommeerde kunstenaars, ontwerpers en jonge creatievelingen die het project gebruiken als platform om een groot publiek te bereiken. Van enkele ontwerpen uit Elephant Parade worden replica's gemaakt, variërend van 5 cm tot 75 cm hoog. Deze miniatuurolifantjes worden met de hand beschilderd en in beperkte oplage gemaakt en te koop aangeboden.
Elephant Parade is een initiatief van vader en zoon Marc en Mike Spits, beiden ondernemers. Na een bezoek aan het eerste olifantenziekenhuis ter wereld in Lampang bij Chiang Mai (Thailand) besloten zij een project op te starten waarmee ze mensen bewust konden maken van de situatie waarin de Aziatische olifant zich bevond. Dat werd Elephant Parade.
Een deel van alle opbrengsten van Elephant Parade gaat naar The Asian Elephant Foundation. Deze stichting steunt verschillende projecten door heel Azië.

## Amsterdam
Meer dan 100 kunstolifanten deden mee aan de Elephant Parade in Amsterdam in 2009. Voor de Amsterdamse editie hebben onder andere Jan des Bouvrie, Henk Schiffmacher, Menno Baars, Ilse DeLange, Corneille, Rob Scholte, Raymond Hoogendorp en Daryl van Wouw een olifantenbeeld ontworpen.
In november 2009 werden de olifanten geveild door veilinghuis Christie's. De best verkochte olifant was een olifant van Corneille, voor een bedrag van 42.000 euro. De BaarsFant van Menno Baars werd geveild voor een bedrag van 30.000 euro.

Elephant Parade Amsterdam (2009)
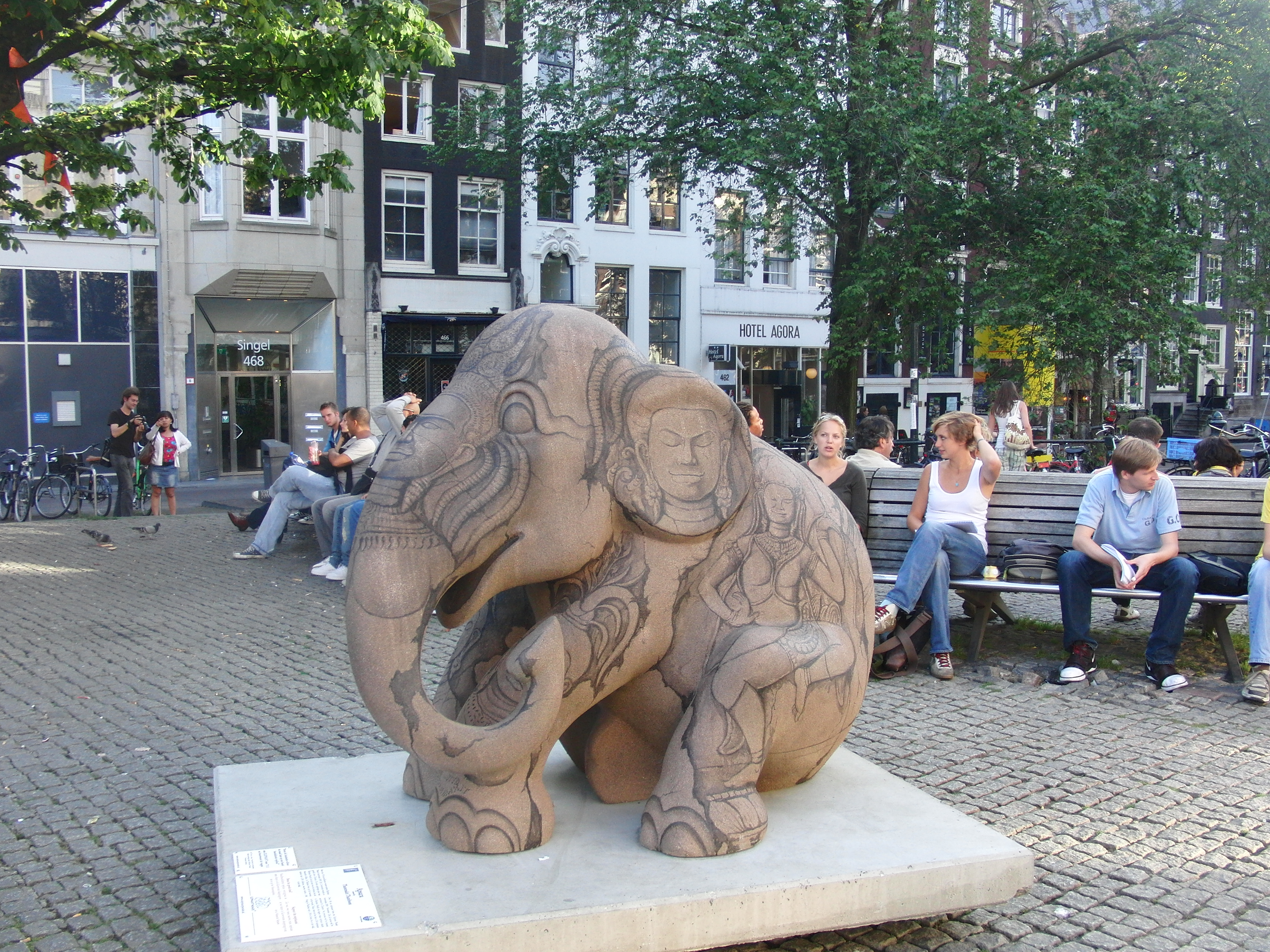
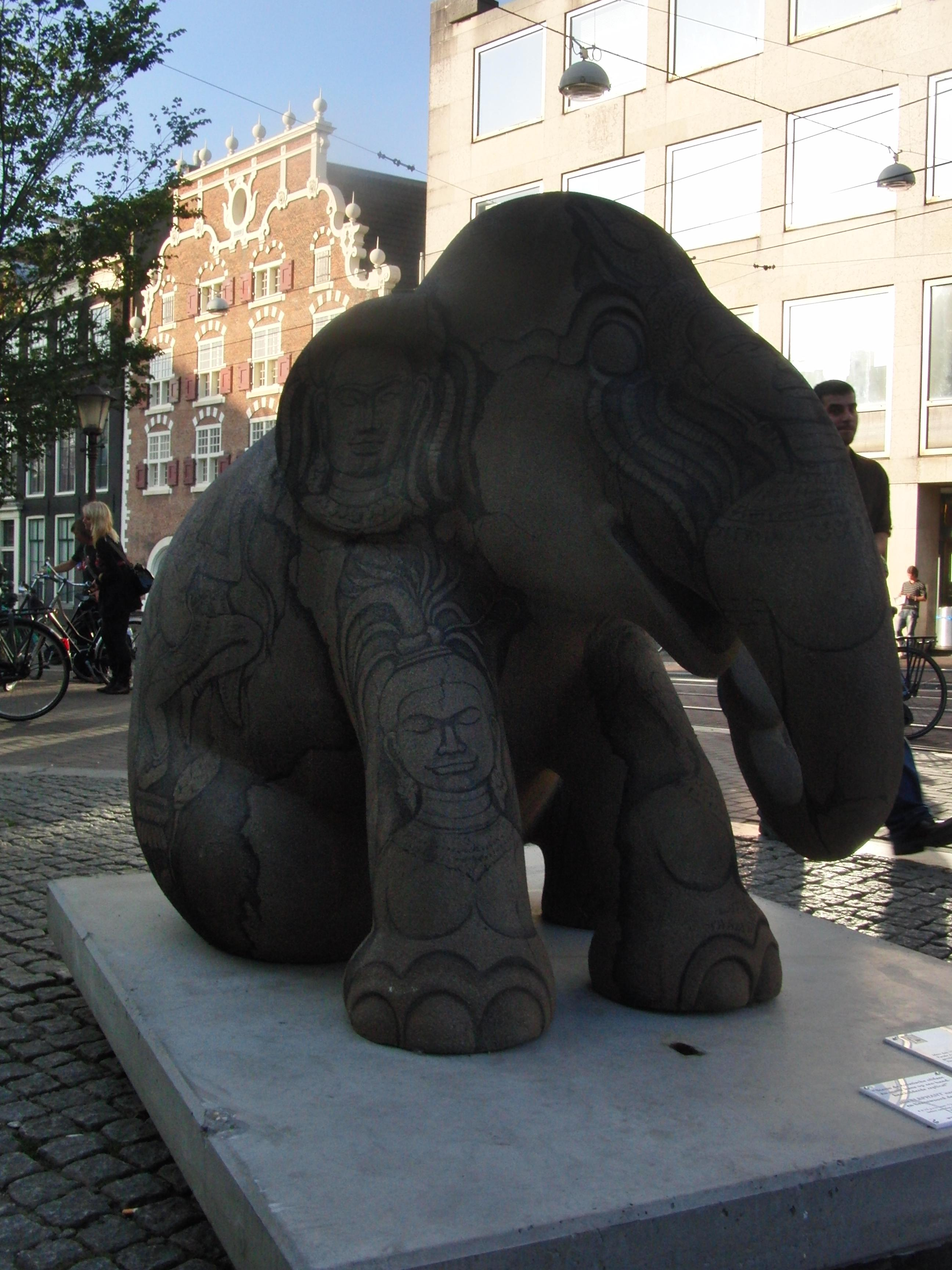
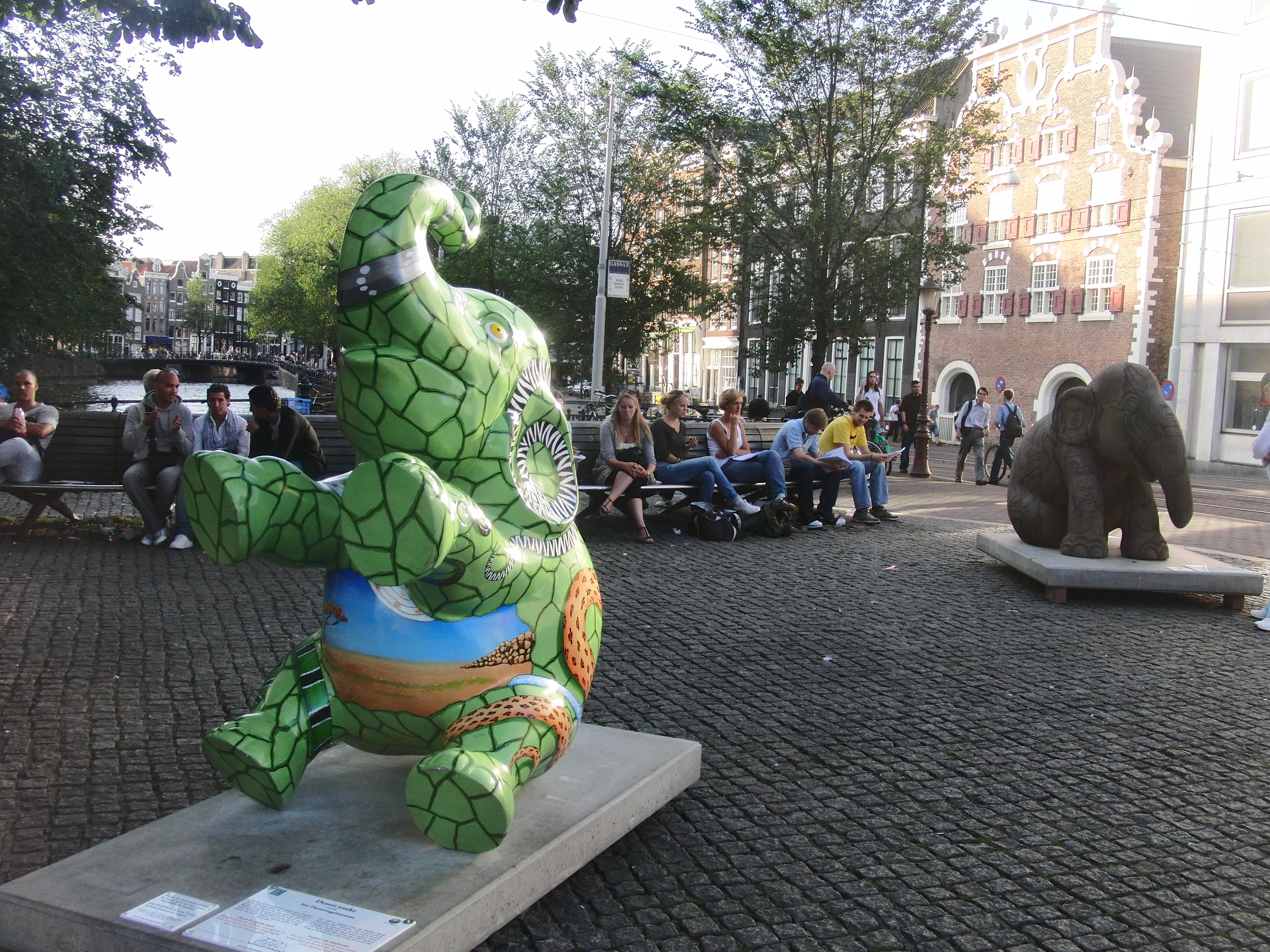
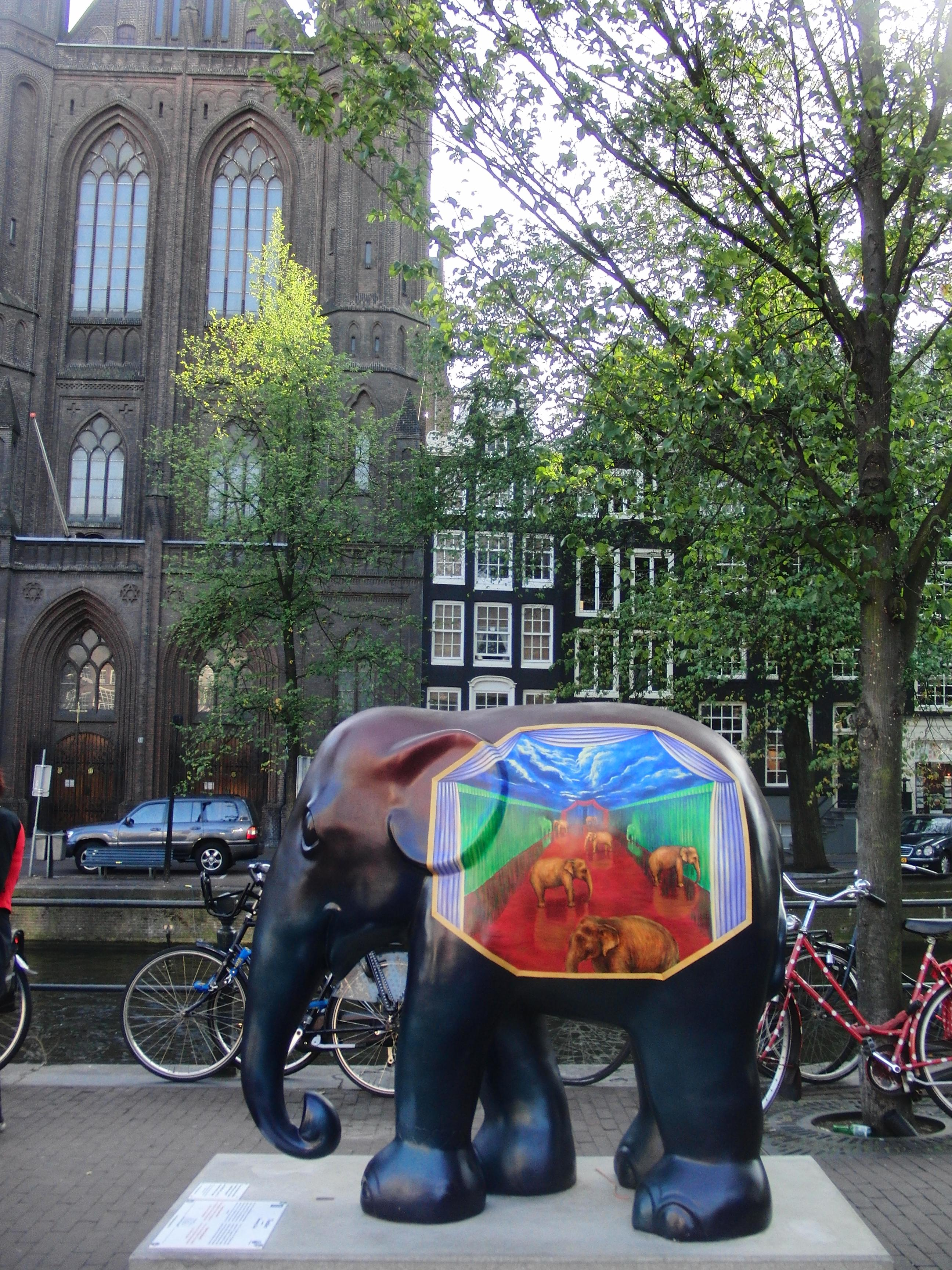

## Londen
In 2010 was Londen aan de beurt. 260 kunstolifanten werden beschilderd door o.a. Marc Quinn, Tommy Hilfiger, Lulu Guiness, Diane von Furstenberg, Menno Baars en Sabine Roemer. De veiling in juni 2010 leverde meer dan 4 miljoen pond op (ca. 5 miljoen euro). Het topstuk van de veiling was gemaakt door Jack Vettriano en leverde 155.000 pond (ca. 187.000 euro) op.

## Dierenpark Emmen
Ter gelegenheid van het 75-jarig bestaan van Dierenpark Emmen was er in 2010 ook een Elephant Parade in de gemeente Emmen in Drenthe. In het centrum en het Dierenpark stonden tussen Hemelvaartsdag en eind augustus 75 kunstolifanten, voornamelijk gemaakt door kunstenaars uit de regio. Op 9 september 2010 vond de veiling van deze olifanten plaats onder leiding van veilinghuis Christie's in het Eden Hotel in Emmen. Het topstuk van deze veiling was gemaakt door Corneille, een beroemde Nederlandse Cobra-schilder, en werd verkocht voor 68.000 euro. Corneille zelf was niet bij de veiling aanwezig: hij overleed drie dagen voor de veiling van start ging.

## Tour Bergen 2010
In het Noord-Hollandse kunstenaarsdorp Bergen werd voor het eerst een Elephant Parade Tour gehouden: in de etalages van 65 galerieën en winkels in Bergen stonden 'kamer'-olifanten van 75 centimeter hoog (de manshoge olifanten zijn ca. 1,50 meter). De tentoonstelling begon op 22 augustus en op 30 oktober werden de olifanten geveild door veilinghuis Christie's. De opbrengst van deze 65 kleine kunstwerken was in totaal 127.000 euro.
Op de laatste dag van Elephant Parade Bergen werd bekend dat de gemeenteraad een kunstwerk van George Jurriaans had aangeschaft ten behoeve van het plaatselijke Museum Kranenburgh. Bij eerdere edities werden er al tijdelijk olifanten in musea geplaatst, waaronder het Natural History Museum in Londen. In Bergen werd voor het eerst een kunstolifant in de permanente collectie van een museum opgenomen.